# Musaria faldermanni
Musaria faldermanni là một loài bọ cánh cứng trong họ Cerambycidae.